# Пітерсон (Айова)
Пітерсон (англ. Peterson) — місто (англ. city) в США, в окрузі Клей штату Айова. Населення — 322 особи (2020).

## Географія
Пітерсон розташований за координатами 42°55′6″ пн. ш. 95°20′30″ зх. д. / 42.91833° пн. ш. 95.34167° зх. д. (42.918417, -95.341675).  За даними Бюро перепису населення США в 2010 році місто мало площу 0,80 км², з яких 0,80 км² — суходіл та 0,00 км² — водойми. В 2017 році площа становила 1,40 км², з яких 1,34 км² — суходіл та 0,06 км² — водойми.

## Демографія
Згідно з переписом 2010 року, у місті мешкали 334 особи в 156 домогосподарствах у складі 95 родин. Густота населення становила 419 осіб/км².  Було 196 помешкань (246/км²).
Расовий склад населення:
| - 99,4 % — білих |

До двох чи більше рас належало 0,6 %. Частка іспаномовних становила 2,1 % від усіх жителів.
За віковим діапазоном населення розподілялося таким чином: 19,5 % — особи молодші 18 років, 54,2 % — особи у віці 18—64 років, 26,3 % — особи у віці 65 років та старші. Медіана віку мешканця становила 50,5 року. На 100 осіб жіночої статі у місті припадало 92,0 чоловіків;  на 100 жінок у віці від 18 років та старших — 80,5 чоловіків також старших 18 років.
Середній дохід на одне домашнє господарство  становив 50 615 доларів США (медіана — 38 750), а середній дохід на одну сім'ю — 66 852 долари (медіана — 58 750). За межею бідності перебувало 10,0 % осіб, у тому числі 13,5 % дітей у віці до 18 років та 2,8 % осіб у віці 65 років та старших.
Цивільне працевлаштоване населення становило 143 особи. Основні галузі зайнятості: освіта, охорона здоров'я та соціальна допомога — 34,3 %, виробництво — 18,9 %, сільське господарство, лісництво, риболовля — 16,1 %.